# Emergens
 For alternative betydninger, se Emergens (flertydig). (Se også artikler, som begynder med Emergens)
Indenfor filosofi, systemteori, videnskab og kunst er emergens processen hvorved større entiteter, helheder, mønstre og regulariteter opstår gennem vekselvirkning mellem mindre eller simplere entiteter, selvom disse ikke selv udviser eller besidder sådanne egenskaber.
Emergens er central i teorier af integrationsniveauer og af komplekse systemer. Fx bliver fænomenet liv studeret i biologi almindeligvis opfatter som et emergent egenskab af interagerende molekyler, som studeres i kemi - og molekylers fænomener skyldes interaktioner mellem elementarpartikler, som igen modelleres i partikelfysik. Neurobiologiske fænomener bliver ofte opfattet som grundlag for psykologiske fænomener, som økonomiske fænomener derfor baserer sig på.
Indenfor filosofi refererer emergens typisk til emergentisme. Næsten alle former for emergentisme omfatter en form for epistemisk eller ontologisk irreducibilitet til de lavere niveauer.

## Definitioner
Ideen om emergens har eksisteret siden i hvert fald Aristoteles.
John Stuart Mill
og Julian Huxley
er to af mange videnskabsfolk og filosoffer, som har skrevet om begrebet.
Termen "emergens" blev navngivet af filosoffen G. H. Lewes, som skrev:
"Every resultant is either a sum or a difference of the co-operant forces; their sum, when their directions are the same -- their difference, when their directions are contrary. Further, every resultant is clearly traceable in its components, because these are homogeneous and commensurable. It is otherwise with emergents, when, instead of adding measurable motion to measurable motion, or things of one kind to other individuals of their kind, there is a co-operation of things of unlike kinds. The emergent is unlike its components insofar as these are incommensurable, and it cannot be reduced to their sum or their difference."
Økonomen Jeffrey Goldstein gav den nuværende definition af emergens i tidskriftet Emergence.
Goldstein definerede oprindeligt emergens som: "the arising of novel and coherent structures, patterns and properties during the process of self-organization in complex systems".
Goldstein's definition kan yderligere udvide detajleringsgraden i beskrivelsen:
"The common characteristics are: (1) radical novelty (features not previously observed in systems); (2) coherence or correlation (meaning integrated wholes that maintain themselves over some period of time); (3) A global or macro "level" (i.e. there is some property of "wholeness"); (4) it is the product of a dynamical process (it evolves); and (5) it is "ostensive" (it can be perceived)." For good measure, Goldstein throws in supervenience.
System videnskabsmanden Peter Corning siger at levende systemer ikke kan reduceres til de underliggende fysiklove:
Rules, or laws, have no causal efficacy; they do not in fact “generate” anything. They serve merely to describe regularities and consistent relationships in nature. These patterns may be very illuminating and important, but the underlying causal agencies must be separately specified (though often they are not). But that aside, the game of chess illustrates ... why any laws or rules of emergence and evolution are insufficient. Even in a chess game, you cannot use the rules to predict “history” — i.e., the course of any given game. Indeed, you cannot even reliably predict the next move in a chess game. Why? Because the “system” involves more than the rules of the game. It also includes the players and their unfolding, moment-by-moment decisions among a very large number of available options at each choice point. The game of chess is inescapably historical, even though it is also constrained and shaped by a set of rules, not to mention the laws of physics. Moreover, and this is a key point, the game of chess is also shaped by teleonomic, cybernetic, feedback-driven influences. It is not simply a self-ordered process; it involves an organized, “purposeful” activity.